# Керуане
Керуане (на френски: Kérouané) е град в Централно-южна Гвинея, регион Канкан. Административен център на префектура Керуане. Населението на града през 2014 година е 36 355 души.